# Echthistus
Echthistus is een vliegengeslacht uit de familie van de roofvliegen (Asilidae).

## Soorten
- E. cognatus (Loew, 1849)
- E. rufinervis (Meigen, 1820)